# Campanha de Porto Rico
A Campanha de Porto Rico foi uma operação marítima e terrestre dos americanos na ilha de Porto Rico, durante a Guerra Hispano-Americana. A ofensiva começou em 12 de maio de 1898, quando a Marinha dos Estados Unidos atacaram a capital do arquipélago, San Juan. Embora o dano infligido sobre a cidade foi mínimo, os americanos foram capazes de estabelecer um bloqueio no porto da cidade. Em 22 de junho, os navios espanhóis o cruzador Isabel II e o destroyer Terror fizeram um contra-ataque, mas foram incapazes de romper o bloqueio e o Terror foi danificado.
A ofensiva terrestre começou no dia 25 de julho, quando 1,3 mil soldados de infantaria liderada por Nelson A. Miles desembarcaram da costa de Guánica. Depois de controlar o primeiro conflito, os americanos avançaram para Coamo, onde eles se engajaram tropas porto-riquenhas e espanholas na batalha. A batalha concluiu quando os soldados aliados se retiraram após a batalha deixando dois mortos do lado deles, e quatro no lado dos americanos. Os Estados Unidos foi capaz de assumir o controle de Fajardo em 1 de agosto, mas foram obrigados a retirar-se em 5 de agosto depois que um grupo de 200 soldados porto riquenhos-espanhóis liderados pelo Pedro del Pino ganharam o controle da cidade, enquanto que a maioria dos habitantes civis fugiram para um nas proximidades do farol. Os americanos encontraram maior resistência à medida que avançavam para o interior da ilha principal. Eles se engajaram em duas trocas de tiros no Rio Guamani e Coamo, sendo que ambos foram inconclusivos quanto os soldados aliados se retiraram. A batalha em San Germán concluiu de forma semelhante com os espanhóis recuando para Lares.
Em 9 de agosto de 1898, tropas americanas que estavam perseguindo unidades em retirada de Coamo encontraram forte resistência em Aibonito e recuaram depois de seis de seus soldados ficaram feridos. Eles voltaram três dias mais tarde, reforçada com unidades de artilharia e tentaram um ataque surpresa. No fogo cruzado posterior, soldados confusos relataram ter visto reforços espanhóis nas proximidades e cinco oficiais americanos foram gravemente feridos, o que levou a uma ordem retiro. Todas as ações militares em Porto Rico foram suspensas em 13 de agosto, depois que o presidente dos Estados Unidos, William McKinley e embaixador francês Jules Cambon, agindo em nome do governo espanhol, assinaram um armistício pelo qual a Espanha renunciou a sua soberania sobre os territórios de Porto Rico, Cuba, Filipinas e Guam.

## Prelúdio para a Campanha de Porto Rico
Em 1890, o capitão Alfred Thayler Mahan, um membro do Conselho de Guerra da Marinha e líder pensador estratégico dos Estados Unidos, escreveu um livro intitulado The Influence of Sea Power upon History, em que ele defendeu a criação de uma marinha grande e poderosa modelada após a Marinha Real britânica. Parte de sua estratégia chamada para a aquisição de colônias no Mar do Caribe, que serviriam como estações de recarregamento de carvão e militares, e que serviria como pontos estratégicos de defesa, mediante a construção de um canal no Istmo.
Esta ideia não era nova, já que William H. Seward, o ex-secretário de Estado sob as administrações de vários presidentes, entre eles Abraham Lincoln e Ulysses S. Grant, salientou que um canal tinha que ser construído em Honduras, Nicarágua ou Panamá e que os Estados Estados anexo da República Dominicana e aquisição Porto Rico e Cuba. A ideia de anexar a República Dominicana não conseguiu receber a aprovação do Senado dos Estados Unidos e Espanha, não aceitou os 160 milhões de dólares que os Estados Unidos ofereceram para Porto Rico e Cuba.
Capitão Mahan fez a seguinte declaração para o Ministério de Guerra:
| “ | Tendo, pois há estabelecimentos estrangeiros ou colonial ou militar, os navios de guerra dos Estados Unidos na guerra, vai ser como aves terrestres, incapazes de voar longe de suas próprias costas. Para fornecer lugares de descanso para eles, onde eles podem ter carvão e reparação, seria um dos primeiros deveres do governo propondo-se o desenvolvimento do poder da nação no mar. | ” |

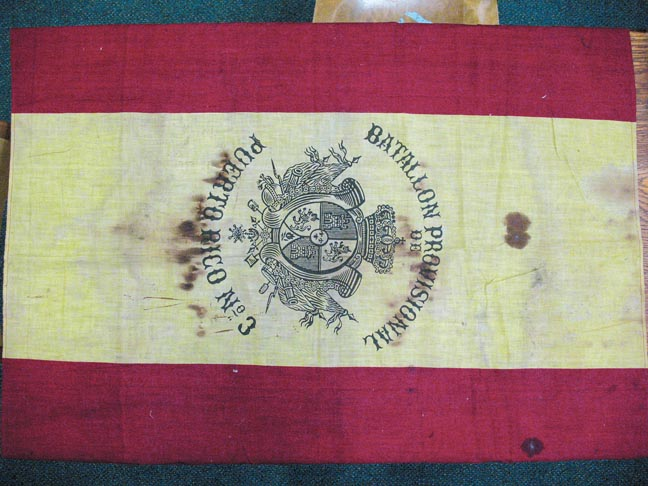
Bandeira do 3º Batalhão Provisório de Porto Rico

Desde 1894, o Colégio de Guerra Naval tinha sido formado de planos para a guerra com a Espanha. Em 1896, o Escritório de Inteligência Naval tinha preparado um plano que incluiu operações militares em águas porto-riquenhas. Não somente Porto Rico foi considerado valioso como uma estação naval, Porto Rico e Cuba também eram abundantes em uma mercadoria valiosa que os Estados Unidos não tinham: o açúcar.
Após o naufrágio do navio de guerra Maine no porto de Havana, Cuba, Estados Unidos, enviou um ultimato para a Espanha para se retirar de Cuba. Em resposta, a Espanha rompeu relações diplomáticas com os Estados Unidos, e em 23 de abril de 1898, Espanha declarou guerra. Em 25 de abril, o Congresso dos Estados Unidos declarou que o estado de guerra entre os Estados Unidos e Espanha já existia desde 20 de abril. Um dos principais objetivos dos Estados Unidos na guerra hispano-americana era tomar o controle das possessões espanholas no Atlântico Porto Rico e Cuba e suas possessões no Pacífico nas Filipinas e Guam.
Em 27 de abril, os navios americanos, o Monitor USS Puritan, os cruzadores blindados USS New York, e o USS Cincinnati, bombardearam as fortificações espanholas na baía de Matanzas, em Cuba e, 16 de julho um armistício foi assinado no Arbol de La Paz (uma grande árvore de Ceiba) por forças americanas e espanholas. Os Estados Unidos despacharam então sua frota para Porto Rico. Dois líderes proeminentes da seção do Partido Revolucionário Cubano, Dr. Julio J. Henna e Roberto H. Todd porto-riquenho, tinha escrito para o presidente dos Estados Unidos McKinley pedindo que Porto Rico ser incluído em qualquer intervenção foi planejada para Cuba, já em 10 de março. O governo dos Estados Unidos, com informações sobre a presença militar espanhola na ilha.

### Preparações espanholas
Com a eclosão da guerra, a Coroa espanhola enviou os 1º, 2º e 3º batalhões porto-riquenhos provisórios para defender Cuba contra os invasores americanos, esgotando as tropas porto-riquenhas na ilha. O 1º Batalhão porto-riquenho provisório, composto de Talavera de cavalaria e artilharia Krupp, foi enviado a Santiago de Cuba, onde lutou contra as forças americanas na Batalha de San Juan Hill. Depois da batalha, o Batalhão de Porto Rico sofreu um total de 70 vítimas que incluía os seus mortos, feridos e prisioneiros de guerra. O governador de Porto Rico nomeou o espanhol, Manuel Macías y Casado, declarou a lei marcial e resolver para resistir às forças americanas. Ele declarou: "A Providência não vai permitir que, nesses países, que foram descobertos pela nação espanhola o eco da nossa língua nunca deve deixar de ser ouvida, nem que a nossa bandeira deve desaparecer diante dos olhos.... Viva Porto Rico, sempre espanhol. Viva a Espanha". Manuel Macías y Casado esperava que a concessão de autonomia seria garantir que os porto-riquenhos que permanecem leais à coroa espanhola.

### Preparações americanas

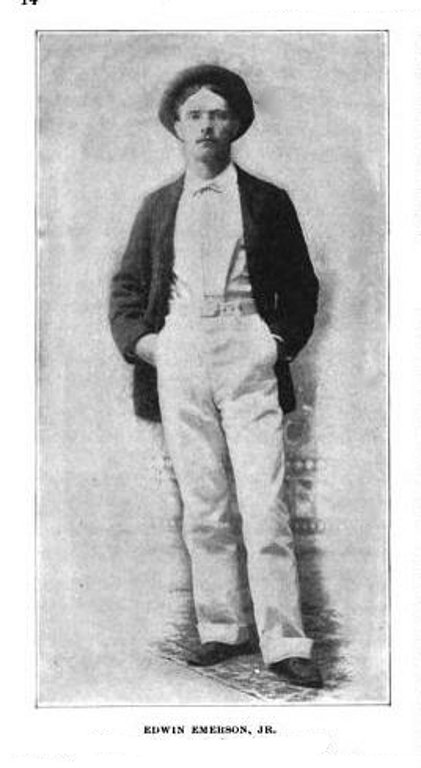
Edwin Emerson Jr

A Coroa espanhola não sabia que, no momento, os Estados Unidos tinham se infiltrado com sucesso a ilha, com um número de espiões, entre eles Henry Howard Whitney, Henry Ward, George Bronson Brea, William Freeman, James Dewel, Frederick Ober e Edwin Emerson, Jr.
De acordo com uma reportagem publicada na revista The Century, em setembro de 1898, Edwin Emerson, Jr., estava fingindo ser um jornalista alemão. Ele apresentou-se ao cônsul alemão em St. Thomas e pediu os nomes dos porto-riquenhos de descendência alemã que ele poderia entrevistar. Entre os nomes que o cônsul lhe deu foram a da família Riefkohl da cidade de Maunabo. Após a sua chegada na cidade de Maunabo ele conheceu Rudolph W. Riefkohl de 14 anos e perguntou ao rapaz em alemão, se tivesse um mapa de Porto Rico (Edwin Emerson, Jr. tinha perdido a dele). Riefkohl respondeu que ele tinha, no entanto, era decididamente muito grande para o uso de Emerson. Riefkohl voltou para casa, sem saber que Emerson era um espião, e rapidamente desenhou outro mapa com uma representação dos principais portos de Porto Rico. Emerson usou o mapa e é acreditado por alguns que ele pode ter dado o mapa para o general Nelson A. Miles, que influenciou a decisão do general quanto aos pontos de desembarque para a invasão de Porto Rico. A fotocópia do mapa de Riefkohl foi publicado no artigo da revista The Century.

## A campanha naval em Porto Rico (8 de maio – 13 de agosto)

### Primeiras ações
Em 8 de maio de 1898, USS Yale capturou um cargueiro espanhol, o Rita em San Juan Bay, sendo assim o primeiro encontro hostil entre os lados no conflito em Porto Rico. Em 9 de maio, Yale travou uma breve batalha com um cruzador auxiliar da Espanha, nome desconhecido, o que resultou em uma vitória espanhola. Por essa época, o Capitão Ángel Rivero Méndez foi atribuído o comando das forças espanholas na fortaleza de San Cristóbal, em San Juan. Em 10 de maio, o Yale voltou para San Juan Bay, Rivero-Méndez ordenou aos seus homens para abrir fogo sobre o USS Yale usando um canhão Ordoñez de 15 centímetros, tornando-se o primeiro ataque contra os americanos em Porto Rico, durante a Guerra Hispano-Americana. Por suas ações o Capitão Rivero-Mendez foi premiado com a "Cruz de la Orden de Merito Militar" (Cruz da Ordem do Mérito Militar) de primeira classe.

### Bombardeio de San Juan

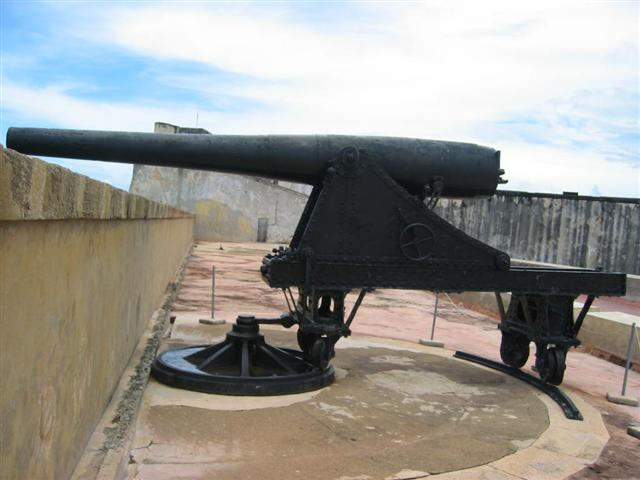
canhão Ordoñez de 15 centímetros que abriu fogo contra o USS Yale.

O Bombardeio de San Juan ou a Primeira Batalha de San Juan (que não deve ser confundida com a Batalha de San Juan Hill ou a Batalha do Rio San Juan de Nicarágua) refere-se a um ataque naval americana sobre as fortificações de San Juan em Porto Rico durante a Guerra Hispano-Americana. Durante semanas, Marinha dos Estados Unidos tinha sido ansiosamente aguardando a chegada da frota espanhola sob o almirante Pascual Cervera y Topete, sem saber que ele já havia escapado deles e deslizou sua esquadra para Baía de Santiago.
Em 12 de maio, almirante dos Estados Unidos William T. Sampson e uma frota de 10 navios americanos chegaram a San Juan para bombardear os palácios da cidade. Capitães Ramón Acha Caamaño e José Antonio Iriarte estavam entre aqueles que defendiam a cidade Fort San Felipe del Morro. Eles tiveram três baterias sob o seu comando, que estavam armados com pelo menos três canhões Ordóñez de 15 centímetros. A batalha durou três horas e resultou na morte de Justo Esquivies, o primeiro soldado porto-riquenho a morrer na Campanha de Porto Rico. Caamaño foi premiado com o "Cruz de la Orden de Merito Militar" (Cruz da Ordem do Mérito Militar) de primeira classe.
Depois de causar muito dano as defesas espanholas e receberam dano menor, com pouco carvão e munições, Sampson ordenou um cessar-fogo e voltou para Havana, Cuba e, em seguida, para a Flórida para reparos e suprimentos.

### Segunda Batalha de San Juan
Em 22 de junho de 1898, o USS Saint Paul, sob o comando do Capitão Charles Sigsbee chegou a San Juan Bay a partir de Cuba e juntou-se ao bloqueio. Pouco depois do meio-dia um velho cruzador espanhol chamado Isabel II partiu de San Juan para resolveu entrar em conflito com o Saint Paul sob a proteção de baterias da costa.
Ela abriu fogo contra Saint Paul a longa distância, sem sucesso, na tentativa de romper o bloqueio. Terror, um destroyer espanhol atracou em San Juan para reparos, tentou cobrir a fuga do cruzador com um ataque de torpedos mas foi frustrado quando seu leme foi posto fora de ação por um golpe direto do Saint Paul. A quebra do leme do Terror provocou o navio a girar, permitindo que o Saint Paul a marcar ataques diretos perto da linha de água do Terror, desativando um de seus motores e fazendo com que ela enumerar. O Terror desistiu do ataque e voltou ao porto, seguido de Isabel II. Em 26 de junho o Saint Paul foi ajudado pelo USS Yosemite, que continuou a bloquear o porto.

### Terceira Batalha de San Juan
Em 28 de junho de 1898, dois cruzadores americanos lutaram com uma esquadra de navios de guerra espanhóis. Esta esquadra composta de um cruzador, dois navios de guerra e um corredor de bloqueio. Durante o noivado, o "SS Antonio López", um navio transoceânico pertencente à Compañía Transatlántica Española que tinha uma carga de suprimentos militares, foi perseguido pelo USS Yosemite e encalharam em Ensenada Honda, Porto Rico com sua carga valiosa. Capitão Caamaño foi encarregado de recuperar a carga dos navios. Os homens sob seu comando rapidamente retiraram o máximo de carga possível do navio encalhado. Os esforços desesperados provaram frutífera, e quase toda a carga foi recuperada a partir do navio hulk. Apenas alguns artigos menores e um canhão que tinham caído no mar durante as tentativas de salvamento.
Em 15 de julho, o USS New Orleans chegou para ajudar Yosemite, e no dia seguinte ele rapidamente acabou com o Antonio López, disparando vinte bombas incendiárias dentro dele e afundando-o. Apesar de Antonio López tinha sido afundado, ela entregou com sucesso a sua carga, garantindo que qualquer ataque americano em San Juan seria recebido com forte resistência. Caamaño foi premiado com o "Cruz de la Orden de Merito Naval" (Cruz da Ordem do Mérito Naval) pelo governo espanhol.
Os moradores de San Juan estavam furiosos com Rivero e culpou-o pela destruição causada à sua cidade pelos bombardeios americanos. Nada veio de tais acusações e o capitão Rivero-Méndez foi condenado a entregar as chaves de todas as instalações militares em San Juan ao capitão Henry A. Reed do Exército dos Estados Unidos após o Tratado de Paris de 1898 foi assinado.

## Campanha terrestre em Porto Rico (25 de julho – 13 de agosto)

### Desembarque em Guánica

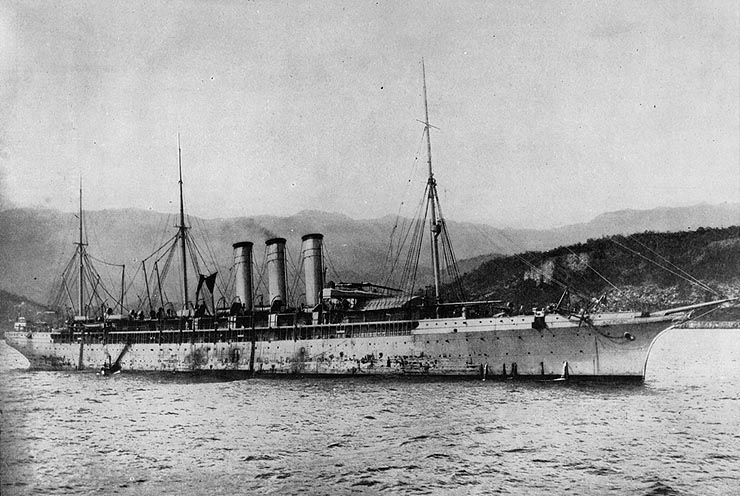
USS Yale (1898)

As forças espanholas esperavam que os americanos, para atacar a região norte da ilha e concentrar suas defesas nos arredores de San Juan e Arecibo. O governo espanhol também estava ciente de um desembarque planejado pelos americanos em Fajardo, localizado na costa leste e tinha naquela cidade fortificada. No entanto, as regiões sul e oeste de Porto Rico ficaram com pouca ou nenhuma defesa em tudo.
Depois que Cuba foi tomada, o presidente McKinley aprovou a invasão terrestre de Porto Rico por meio de Fajardo, levando em consideração que os espanhóis tinham fortificado San Juan, onde se esperava que o ataque inicial. Um comboio de navios deixou Tampa, Flórida, e em 21 de julho um outro comboio, que incluía o  USS Yale, USS Massachusetts, USS Gloucester e o USS Dixie, partiu de Guantánamo para uma viagem de quatro dias para Porto Rico.
Major-General Nelson A. Miles, general comandante do Exército, estava a bordo do USS Yale. Ao se aproximar do Estreito de Mona de Porto Rico, Miles optou por desembarcar suas tropas na região sul da ilha, pegando Guánica como sua zona de desembarque. Ele enviou barcos de patrulha para notificar todos os outros comboios de sua decisão e pedir-lhes para se juntar a ele. Sua decisão foi baseada em sua crença de que a cidade de Fajardo seria fortalecida e ele temia que os barcos pequenos de armas com base na margem poderiam interromper um desembarque.
Em 25 de julho, Miles e um comboio de navios, sob o comando do Capitão Naval Francis J. Higginson, chegou a Guánica Bay. A seguir das tropas transportando navios fizeram parte do comboio: USS Yale com generais Miles e Garretson, além de 1,3 mil soldados de infantaria do total de 3,3 mil que foram designados para a invasão inicial, USS Columbia, USS Lampasas, USS Windom, USS Comanche com o general Guy V. Henry, Nueces, USS Unionista, USS Stillwater, Rita e USS Specialist (ambos os Nueces e Rita eram navios espanhóis que foram confiscados pela Yale). Estes navios foram acompanhados pelos seguintes navios de guerra, destroyers e cruzadores: a capitânia USS Massachusetts, USS Gloucester, USS Dixie e USS Wasp.
Em 1898, Guánica era um pequeno bairro dentro da jurisdição da cidade de Yauco. Ela tinha 60 casas em todas e a sua única defesa era onze membros do 4º Volante de Yauco, uma unidade da milícia porto-riquenho, sob o comando do Tenente Enrique Méndez López. Quando o faroleiro de Guánica Robustiano Rivera avistou o comboio se aproximando, ele imediatamente deu o alerta para os moradores do bairro. Todos os moradores, com exceção Agustín Barrenechea, Vicente Ferrer, Juan María Morciglio, Simón Mejil, Salvador Muñoz, Cornelio Serrano e Pascual Elena que saudou os invasores, abandonaram suas casas e se juntaram Rivera em sua jornada para Yauco onde ele deu a notícia das forças invasoras para o prefeito da cidade.

### Primeiro conflito
O Gloucester foi o primeiro navio de definir a ancoragem na baía de Guánica. 28 marinheiros e fuzileiros navais, sob o comando dos tenentes H. P. Huse e Wood, partiram do navio em jangadas e desembarcaram na praia. Os fuzileiros navais baixaram a bandeira espanhola a partir do mastro da bandeira da praia e substituíram com a bandeira americana. Eles passaram então a criar um ninho de metralhadora e colocado arame farpado em torno de seu perímetro. O primeiro conflito terrestre em Porto Rico entre a milícia de Porto Rico e as forças americanas ocorreu quando o tenente Méndez López e seus homens atacaram e abriram fogo contra os americanos. Durante a pequena batalha que se seguiu, os americanos responderam ao fogo com sua metralhadora e o Gloucester começou a bombardear a posição espanhola. Tenente Méndez López e três de seus homens ficaram feridos e a unidade da milícia foi forçado a retirar-se para a cidade de Yauco.

### Invasão

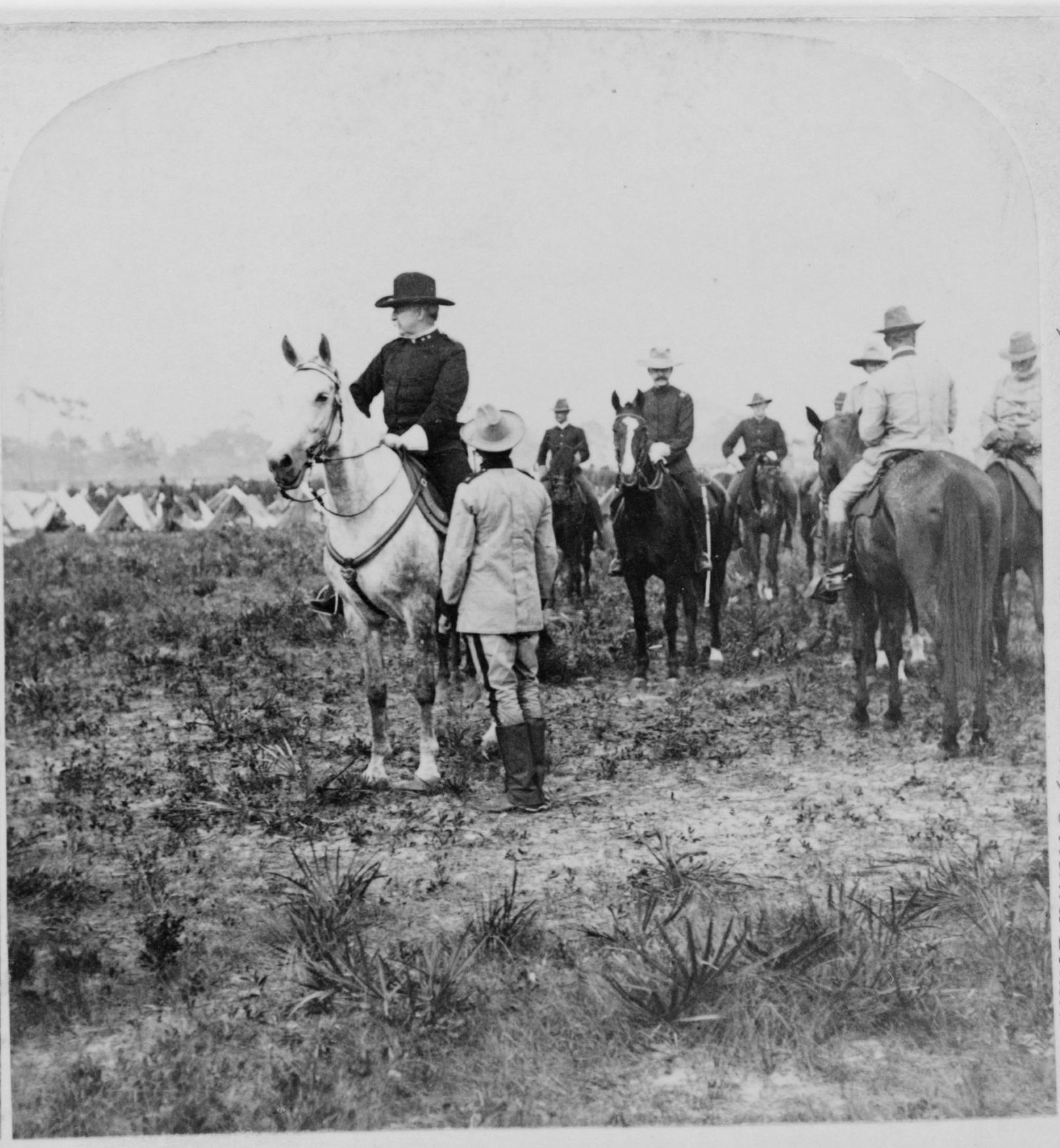
General Nelson A. Miles e outros soldados a cavalo em Porto Rico.

Após o conflito acabou, homens do Lampasas desembarcaram na praia para proteger a área e construir um cais de desembarque. 3,3 mil soldados americanos sob o comando do General Miles desembarcaram. As unidades que desembarcaram foram os 6º Regimento de Voluntários de Illinois e Massachusetts, um batalhão de artilharia, cinco companhias de baterias, duas companhias de engenharia e uma unidade médica. Os homens que não tinham abandonado o bairro de Guánica jurou lealdade aos Estados Unidos. Garretson chamou Agustín Barrenechea prefeito de Guánica e Simón Mejil o chefe de polícia. Na tarde do dia 25, Garretson deixou Guánica com sete companhias do 6º Massachusetts e uma companhia do 6º Illinois e se dirigiu para Yauco.
Secretário de Guerra Russell A. Alger aprendeu sobre o desembarque em Guanica o dia seguinte, quando ele leu um relatório da Associated Press, em um jornal local de Washington, D.C.. O Departamento de Guerra ordenou Miles invadir Porto Rico por meio de San Juan e, portanto, Alger foi completamente surpreendido com o relatório. Miles teria sido sujeito a ações disciplinares a invasão que não tinha ido tão bem. Alger recebeu o seguinte cabo de Miles três dias depois da invasão:
| “ | Tropas espanholas estão a recuar a partir da parte do sul de Porto Rico. Este é um país próspero e bonito. O Exército em breve estará nas regiões montanhosas. Clima agradável; tropas no melhor da saúde e do espírito. Antecipamos não há obstáculos intransponíveis em resultados futuros. Os resultados até agora têm sido realizados sem a perda de uma única vida. | ” |

### Batalha de Yauco

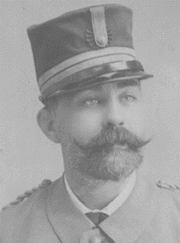
Tenente-coronel Francisco Puig

Depois de Rivera, a guardião do farol de Guánica, notificou Atilio Gaztambide, o prefeito da cidade de Yauco, localizado a 10 km ao norte de Guánica, da invasão americana do Guánica, o prefeito, por sua vez notificou Macías Governador via telégrafo. Governador Macías ordenou o capitão Salvador Meca e sua 3ª companhia do 25º Batalhão Patria de Yauco para ir de Guánica. Meca e os seus homens se juntaram pelo tenente-coronel Francisco Puig, que assumiu o comando das forças espanholas no Hacienda Desideria 3 km de Guánica. Puig chegou com duas companhias conhecidas como "Cazador Patria Battalion", e eles se juntaram a voluntários Porto-riquenhos, os Guardas Civis, e montaram guerrilheiros das cidades de Yauco e Sabana Grande. Puig tinha os homens posicionados em ambos os lados da estrada que ia de Guánica para o cafeeiro da Fazenda Desideria (de propriedade de Antonio Mariani) em Yauco, bem como uma companhia de infantaria posicionada sobre uma colina ao sul da fazenda.
Nesse meio tempo, Garretson, previsto de Guánica com seus homens para Yauco com a intenção de capturar o terminal ferroviário de Yauco que decorreu entre aquela cidade e da cidade de Ponce, a maior cidade na região sul da ilha. Garretson e os seus homens chegaram na escuridão da noite e foi informado por seus batedores da possibilidade de uma situação hostil na Fazenda Desideria. Ele ordenou à companhia de Illinois e duas companhias (companhias L e M) da 6° Massachusetts para ocupar uma pequena colina à sua direita, que dava para a fazenda.
Capitão San Pedro detectou os movimentos das tropas americanas a partir de suas posições sobre uma colina próxima e ordenou aos seus homens a abrir fogo. Garretson então ordenou um ataque direto contra as forças espanholas e Porto-riquenhas na fazenda. Ao raiar do dia, a 6º Massachusetts invadiram as forças espanholas e sofreu quatro baixas. Puig estava esperando reforços de Yauco que não chegaram e foi obrigado a soltar em retirada. Antes de se retirar a ala direita da força espanhola, que não foi invadida, iniciou um ataque de flanco contra duas posições ocupadas pelas companhias de Illinois e Massachusetts. A resistência inesperada da força espanhola causou alguns dos soldados do 6º Massachusetts pânico momentaneamente, mas as forças espanholas acabaram expulsas. Puig e suas forças sofreram dois oficiais e três soldados feridos e dois soldados mortos.
Puig e seus homens se retiraram para Yauco, mas não conseguiram destruir o terminal ferroviário que ligava a cidade à cidade de Ponce, e começou a marchar em direção à cidade de Peñuelas. As tropas de Garretson entraram em Yauco na tarde de 26 de julho e em 27 de julho homens de Puig continuaram sua marcha, deixando a sua artilharia e equipamentos pesados para trás, passando as cidades de Adjuntas, Utuado e, finalmente, chegando à cidade de Arecibo, na costa norte da ilha em 29 de julho. Coronel Puig, acreditando que ele seria desonrado o Governo espanhol o acusou de abandonar equipamento militar durante sua retirada, suicidou-se em 2 de agosto.
Major-General Nelson A. Miles, ao saber sobre a falta de disciplina do 6º Massachusetts durante a batalha, ordenou uma investigação. O 6º Massachusetts foi enviado em uma difícil marcha de Guánica para Ponce como punição e o comandante regimental, um tenente-coronel, um major, um capitão e renunciaram a pedido.

### Batalha de Fajardo
Em 1 de agosto, o USS Puritan sob o comando do Capitão Frederic W. Rodgers, estava navegando pela costa da cidade de Fajardo, quando Rogers notou o "Faro de Las Cabezas de San Juan" (Cabo San Juan de Luz), que deveria ser o local de desembarque para o Exército dos Estados Unidos, em Porto Rico. Rogers ordenou alguns de seus homens em terra, que incluía voluntários de Porto Rico, com a missão de hastear a bandeira americana no topo do farol.
Em 2 de agosto, mais três navios, o USS Amphitrite, USS Leyden, e o USS Hannibal chegaram e se juntaram ao Puritan. A guarnição espanhola de 25 homens posicionados na cidade tornou-se consciente da presença americana e, depois de notificar seus superiores em San Juan, foram orientados a retirar-se. Quando o Dr. Santiago Veve Calzada, o prefeito da cidade, percebeu que a guarnição tinha ido embora e que a cidade estava indefesa contra os invasores americanos, ele implorou às autoridades espanholas em San Juan para despachar tropas para defender sua cidade. Acreditando que as forças espanholas não viriam em seu auxílio, o Dr. Santiago Veve Calzada, em seguida, foi para o farol procurar proteger a cidade dos americanos. Na tarde do dia 3 de agosto, Dr. Veve Calzada entrou na cidade com um contingente de fuzileiros navais e a bandeira dos Estados Unidos foi hasteada sobre a casa da alfândega e a Prefeitura de Fajardo.
Capitão Ángel Rivero Méndez foi ordenado a investigar a situação em Fajardo. Foi-lhe dito que os americanos já não ocupavam a cidade e que seria uma tarefa fácil para capturar as pessoas de Fajardo que tinham traído a Espanha. Rivero Méndez passou a informação ao general Ortega, que sugeriu ao general Macias tomar a cidade com 200 soldados e uma bateria de artilharia. Macias foi dito para capturar Dr. Veve e todos os envolvidos na revolta, inclusive os americanos no farol, mesmo que isso significasse a destruição da estrutura. Macias se recusou a aceitar o plano de Ortega.
Em 4 de agosto, o Governador general Macias enviou o coronel Pedro del Pino e 200 homens para recapturar a cidade. Quando o coronel Pino entrou em Fajardo ele achou quase deserta porque os moradores, temendo uma batalha, tinha fugido para o farol de Fajardo. Pino esperou até o anoitecer e, em seguida, ordenou aos seus homens para atacar o farol. Os fuzileiros navais sinalizaram para os navios que estavam sob ataque e os navios começaram a bombardear a costa em um padrão de proteção. As forças espanholas se retiraram de volta para a cidade.
No dia seguinte, o tenente da Marinha dos Estados Unidos John A. Lejeune desembarcou com um destacamento de fuzileiros navais e evacuou os civis e fuzileiros navais para o transporte de Ponce, e o farol foi abandonado. Enquanto isso, na cidade de Fajardo, os homens de Pino derrubaram a bandeira dos Estados Unidos, que estava hasteada na casa da alfândega e na Prefeitura e retornaram para San Juan depois de verificar que o farol foi abandonado, exibindo a bandeira como troféu de guerra. Foi o único momento em que as forças americanas foram obrigadas a retirar-se todas as posições durante a campanha de Porto Rico.

### Batalha de Guayama

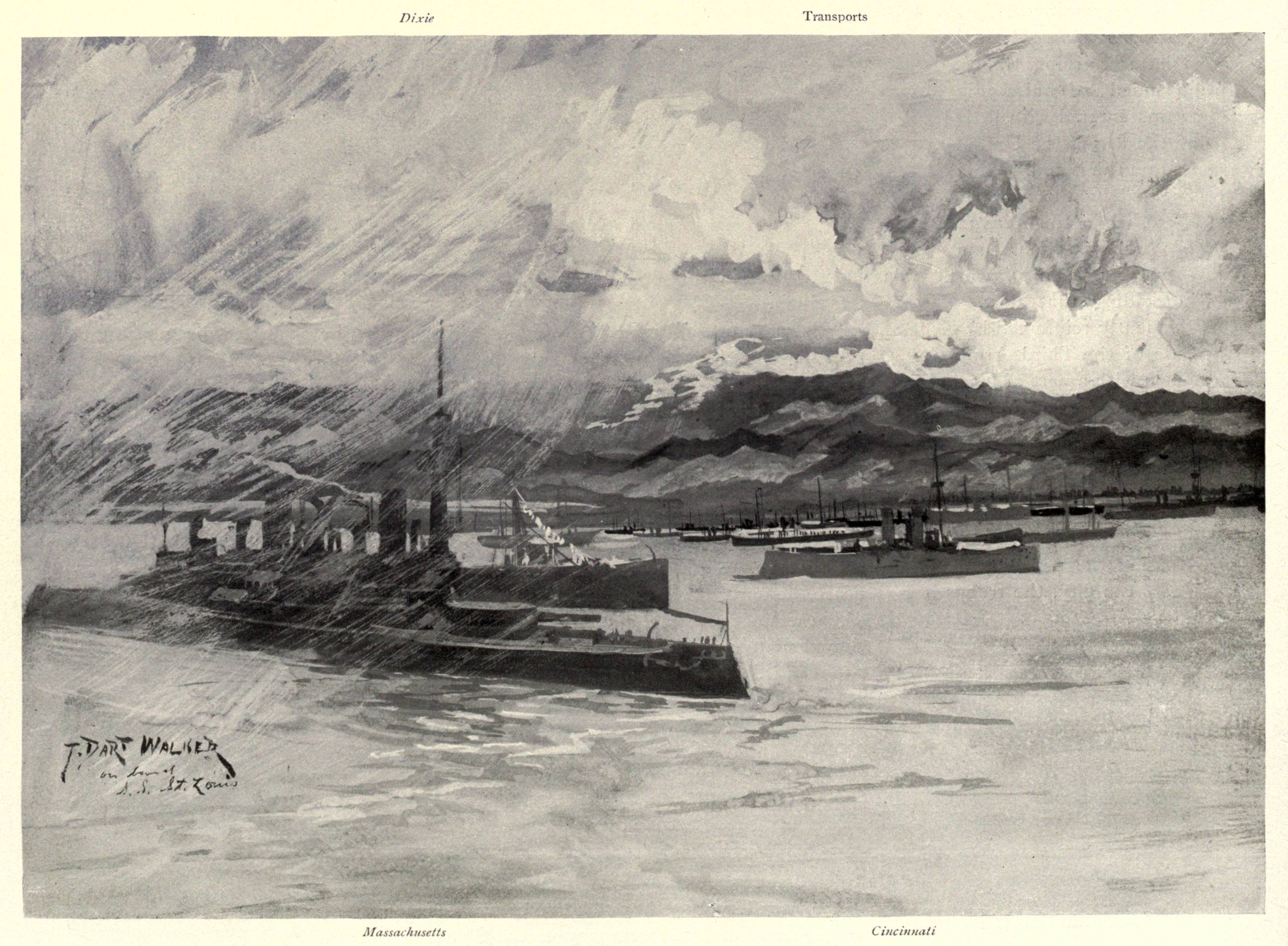
Comboio das tropas dos Estados Unidos em Playa de Ponce, 1898

Após a cidade de Yauco foi tomada, General Nelson A. Miles decidiu atacar a cidade de Ponce por mar e por terra. Garretson havia retornado para Guanica e depois de as tropas descansado, Garretson e seus homens foram obrigados a se deslocar para o leste para Ponce. O tenente-coronel Rafael Martinez Illecas, no comando das forças espanholas naquela cidade, tinha se retirado, deixando para trás uma pequena guarnição de 300 voluntários para manter a cidade. Quando as forças americanas chegaram em Ponce eles não encontraram resistência e os voluntários espanhóis se renderam aos invasores. As forças americanas não foram as únicas que participaram na tomada de Ponce. Os membros da Comissão de Porto Rico, que incluiu o líder da revolta da Intentona de Yauco, Antonio Mattei Lluberas e seu grupo, chegou em Ponce, a bordo do SS St. Louis e foram designados para a sede do General Miles. A partir deste grupo de Miles organizou o "Porto Rican Scouts", que mais tarde foi atribuído ao general Theodore Schwan, sob o comando de Edwardo Lugo Viñas. Miles então ordenou Brigadeiro General Peter G. Hains e os homens da 3º Illinois, 4º Ohio e 4º regimento de infantaria de Voluntários da Pensilvânia para tomar Arroyo, um pequeno porto a 96,5 km a leste de Ponce, que serviu a maior e a mais próxima cidade costeira, de Guayama. Arroyo foi tomada em 2 de agosto e em 5 de agosto Hanes ordenou a 4º Ohio, o 3º Illinois e uma bateria de canhões Sims-Dudley, equipadas pela Companhia G do 4º Ohio, para capturar Guayama.
Forças espanholas estavam entrincheiradas no alto de duas pequenas colinas, entre os quais da estrada de Arroyo para Guayama. Os americanos tinham atravessado um riacho na frente das colinas, quando de repente os espanhóis abriram fogo. Os americanos protegeram sua posição pela corrente e aumentaram seu poder de fogo à medida que mais reforços chegaram. As tropas espanholas em menor número recuaram para Guayama como os americanos fizeram o seu avanço sobre as colinas. A troca de tiros, que durou meia hora, deixou três americanos feridos. Quando o 4º Ohio entrou na cidade, eles descobriram que os espanhóis haviam fugido para o norte e abandonaram a cidade, terminando a Batalha de Guayama. General John Rutter Brooke usou a residência Cautiño (Casa Cautiño) da cidade em Guayama como seu quartel-general.

### Batalha da Ponte do Rio Guamani
Em 6 de agosto, o coronel Coit enviou duas companhias do 4º Ohio em uma missão de reconhecimento em toda e além de uma ponte de ferro que atravessou o Rio Guanamí. A estrada além da ponte foi essencial para o general Hains que projetou o avanço para a cidade de Cayey. O 4º Ohio observaram elementos do 6º Batalhão Provisório da Espanha sob o comando de Julio Cervera Baviera entrincheirados na alturas do Rio Guamani, 9,6 km ao norte da ponte. O 4º sentia que eles estavam muito firmemente entrincheirados para tentar um ataque no momento. O 4º Ohio solicitou reforços e em 9 de agosto, atacaram os espanhóis e eclodiu uma pequena troca de tiros. A superioridade numérica dos americanos forçou os espanhóis a recuar a partir da altura do Guanami. Esta batalha foi a mais cara ainda para os americanos desde o seu desembarque em Guanica, uma vez que resultou em sete feridos. As forças espanholas sofreram 2 mortos e 15 feridos.

### Batalha de Coamo

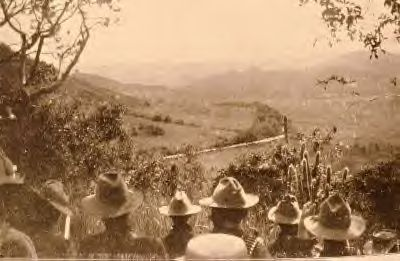
O 3 º Wisconsin aguarda ordens para cobrar os espanhóis em Coamo

Pouco depois de os soldados americanos desembarcarem, um grupo de espanhóis e unidades de Porto Rico começaram a se mover a partir de Ponce para Aibonito, marchando através da Carretera Central (Estrada Principal). A caravana era composta de duas companhias do Batallón de Cazadores de la Patria (Batalhão de Caçadores da Pátria) e alguns membros da Guarda Civil e uma força de guerrilha de Porto Rico. Um total de 248 homens de infantaria e 42 membros da cavalaria formaram os batalhões sob o comando do tenente-coronel Rafael Martínez Illescas, o mesmo comandante que estava no comando da guarnição de Ponce. Viajando a pé, duraria dois dias. O grupo decidiu passar uma noite no resort da cidade de Coamo conhecido como Baños de Coamo antes de continuar sua marcha pela manhã. Martínez Illescas imediatamente ordenou a construção de várias trincheiras; enquanto a construção, os soldados foram emboscados por uma força de guerrilha anti-espanhol, liderado por Pedro María Descartes, que conseguiu matar um membro da Guarda Civil.

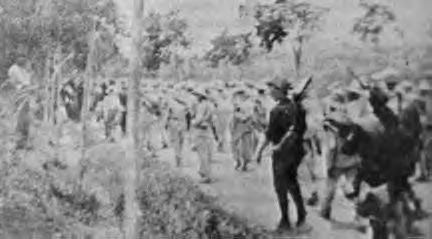
Espanhóis e prisioneiros de guerra Porto-Riquenhos após a batalha de Coamo

Enquanto isso, dois batalhões de voluntários de Wisconsin e Pensilvânia, liderados pelos generais Oswald H. Ernst e James H. Wilson, instalaram-se em lados opostos da estrada para a Coamo. Em 9 de agosto de 1898, os americanos começaram sua ofensiva, abrindo fogo de canhão contra a cidade e completando o ataque com fogo de artilharia, a 3 ª e 4 ª Artilharia da Pensilvânia regular para fornecer apoio de artilharia para o ataque frontal contra o Baños, danificando o resort. Os americanos pretendiam cercar e derrotar as defesas da cidade. Um grupo de soldados entrou na cidade a partir da parte de trás, depois de ter avançado através de um rio próximo. O ataque de trás foi reforçado pelo exército de Wilson sob o general Ernst, na tentativa de prender os soldados aliados em um fogo cruzado, empregando uma tática conhecida como o movimento de pinça. Martínez Illescas foi surpreendido pelo ataque e liderou um ataque improvisado, mas ele foi morto no fogo cruzado junto com seu segundo em comando, deixando o capitão Hita responsável, que ordenou a seus homens a se render. Metade das tropas aliadas ignorou a ordem e continuou o ataque, Tropa C galopou em alta velocidade para o norte do Baños de Coamo, depois de encontrar o resort abandonado pelos espanhóis. Os homens de Hita foram enviados para um campo de prisioneiros de guerra localizado a Rio Descalabrado, enquanto que os homens que continuaram a atacar recuaram para Aibonito quando perceberam que os americanos estavam usando a tática de movimento de pinça.

### Batalha de Silva Heights
Brigadeiro General Theodore Schwan e 2 896 homens da sua brigada Independente haviam desembarcado em Guanica e marcharam em direção Yauco ocupada. Schwan e seus homens foram obrigados a se deslocar para o oeste e capturar a cidade de Mayagüez. Coronel Julio Soto Villanueva ordenou 1,5 mil Regulares espanhóis do Batalhão Rifle 24, seis companhias auxiliares de Alfonso XIII, e outra guerrilha espanhola dispersa de Porto Rico despachados da guarnição de Mayagüez para enfrentar e derrotar Schwan. As forças espanholas se entrincheiraram em um alto cume chamado Silva Heights, localizado em uma estrada perto da cidade de Hormigueros.
As tropas de Schwan chegaram na cidade de San Germán e continuou a marcha em direção a seu objetivo. A tropa da 5ª Cavalaria de Schwan se aproximou de Silva Heights e logo foram envolvidos em um tiroteio quando as forças espanholas abriram fogo. Os americanos foram ajudados por duas companhias da 19ª de infantaria, apoiados por artilharia e metralhadoras Gatling, bem como a 11ª de Infantaria. As forças espanholas se retiraram após os reforços americanos levou-os sob fogo cruzado intenso. Os homens de Schwan montaram acampamento em Silva Heights para a noite e no dia seguinte eles continuaram sua marchar para Mayagüez. Eles chegaram na manhã seguinte para descobrir que as forças espanholas tinham abandonado a cidade se retiraram para o leste em direção Lares. Schwan não seguiu Soto Villanueva, mas foi obrigado a tomar a cidade de Las Marías. O resultado da Batalha de Silva Heights deixou 3 espanhóis mortos, 6 feridos e 136 prisioneiros. A brigada de Schwan sofreu 15 feridos e 2 mortos em ação.

### Batalha de Asomante
A cavalaria americana perseguiu os soldados que haviam se retiraram da Coamo, mas não foram capazes de alcançá-los até que as unidades tinham entrado em Aibonito Pass, uma região mais comumente conhecido como Asomante. A região havia sido preparada por aliados porto-riquenhos e tropas espanholas, que tinha construído uma trincheira e colocaram soldados e equipamentos em torno da folhagem. Assim que os soldados notaram a presença da unidade de invasão eles abriram fogo de canhão. A cavalaria recebeu reforços de infantaria, que foram recebidos pelo fogo da bateria. Seis soldados americanos ficaram feridos no fogo cruzado, levando a uma ordem de retirada. As unidades aliadas (espanhóis e Porto-riquenhas) perderam cinco soldados e dois guardas civis. Durante os dois dias seguintes, os americanos decidiram fazer um campo de batalha de reconhecimento e Coronel S. Reber, desenvolveu um croquis de Aibonito Pass. Espiões foram implantados em todo Coamo, incluindo um Porto-riquenho separatista nomeado Carlos Patterne, que foi capaz de entrar na cidade sem levantar suspeitas e contatar Rufino Huertas, um professor separatista. Huertas deu a Patterne uma série de planos de defesa que foram previamente desenvolvidos e organizados por Martínez Illescas. Embora inativos, os soldados porto-riquenhos implantados em Asomante concluído rodadas a cada duas horas de trabalho de quatro horas diárias. A maioria deles comiam feijão, um pouco de arroz e carne, conservando vários pacotes de biscoito para reforços de espanhóis que deveriam chegar. Eles dormiram em barracas improvisadas que não os protegia da chuva.
Os comandantes americanos decidiram atacar as trincheiras com artilharia, ao enviar um grande grupo de Barranquitas, a partir do qual eles tentam atacar as tropas aliadas na parte de trás. Às 10h30 o capitão R.D. Potts levou parte da 3ª Wisconsin regimento de infantaria voluntário pela estrada central para Aibonito. Tenentes Bliss e O'Hern levou duas unidades com equipamentos similares. Às 01h00 as tropas aliadas abriram fogo de canhão contra os americanos que entraram no seu alcance. Potts ordenou o envio de duas baterias ao mesmo tempo O'Hern recebeu ordens do comandante Landcaster para configurar um canhão a uma distância de uns 100 metros para a direita da vanguarda. Eles pretendiam derrotar um pequeno grupo liderado pelo capitão Hernáiz. Estilhaços de tiros de canhão aliado estavam caindo perto do local de Lancaster, e pediu a Potts para ajudá-lo através da implantação de uma bateria nas proximidades. Um dos canhões Placensias de Hernáiz superaqueceu, o que o obrigou a pedir um cessar temporário para a ofensiva. Landcaster acreditava que a oposição tinha sido aniquilada, ordenou um avanço. No entanto, o fogo aliado foi renovado, desta vez apoiado pelo fogo de rifles Mauser. O ataque repentino causou confusão entre alguns soldados, que disseram ter visto uma segunda unidade espanhola nas proximidades. Temendo que as unidades aliadas poderiam capturar o equipamento americano, Landcaster ordenou uma retirada. Tenente Hains foi gravemente ferido por uma bala de Mauser, sendo substituído pelo sargento John Long. Enquanto isso, a maior parte dos homens de Potts fugiram do campo de batalha. No fogo cruzado as forças aliadas dominaram a infantaria americana, usando fogo Mauser para desorganizar a sua artilharia, durante os quais quatro oficiais americanos foram gravemente feridos, incluindo Long, tenente Harris, o capitão E.T. Lee e o cabo Oscar Sawanson. Frederick Yough, cabo August Yank, George J. Bruce e Sices também sofreram ferimentos, com Yough posteriormente morrendo. Posição de Harris foi preenchido por O'Hern, enquanto Sawanson foi morto a tiros ao tentar apoiar a artilharia. No total, as unidades aliadas tinham apenas um homem de artilharia ferido, enquanto o lado americano teve dois mortos e cinco feridos. Acampamento de Wilson foi o primeiro a receber um telegrama do general Miles notificando-o de que a guerra tinha terminado. Os americanos enviaram Bliss para Asomante, mas Nouvilas recusou-se a suspender as hostilidades, depois de receber um telegrama de Macías negando qualquer tratado de paz. Todas as ações militares em Porto Rico foram suspensas em 13 de agosto, depois que o presidente William McKinley e o embaixador francês Jules Cambon, agindo em nome do governo espanhol, assinaram um armistício pelo qual a Espanha renunciou a sua soberania sobre o território de Porto Rico.

## Consequências

### Tratado de Paris de 1898
A Campanha de Porto Rico, que começou com a captura de Rita e Yale em 8 de maio e terminou no dia 13 de agosto, após o Tratado de Paris fosse assinado, foi curto em comparação com as outras campanhas na guerra hispano-americana, porque a guerra chegou ao fim antes que o objetivo militar da campanha fosse concluído. Entre os fatores que beneficiaram os invasores na curta campanha foi que os porto-riquenhos que residiam nas cidades e vilas do sul e oeste ressentiam o domínio espanhol e tendiam a ver os americanos como libertadores. Alguns dirigentes porto-riquenhos, como José de Diego e Eugenio María de Hostos esperavam que os Estados Unidos concedesse a ilha a sua independência e no caso de Rosendo Matienzo Cintrón e da comissão que dirigiu, saudou o general Miles e os invasores em Ponce com banquetes. Acreditando que Porto Rico ganharia sua independência, um grupo de homens encenou uma revolta em Ciales que se tornou conhecido como "El Levantamiento de Ciales" ou "Revolta de Ciales de 1898" e proclamou Porto Rico a ser uma república. As autoridades espanholas que não sabiam que o cessar-fogo foi assinado brutalmente reprimido a revolta. Outra razão que pode explicar por que a campanha foi curta e não tão violenta quanto as outras é que o 1º, 2º e 3º Batalhões provisórios de Porto Rico onde em Cuba que defendem a ilha contra os invasores americanos.
Como referido na introdução, o Batalhão de Porto Rico sofreu um total de 70 vítimas que incluía os seus mortos, feridos e prisioneiros e desaparecidos. Os espanhóis, porto-riquenhos e americanos que participaram da campanha somaram 33 472. Desse total 18 mil| eram espanhóis, 10 mil| eram de Porto Rico e 15 472 eram militares americanos. Os espanhóis e porto-riquenhos sofreram 429 baixas que incluiu 17 mortos, 88 feridos e 324 capturados. As forças americanas sofreram 43 baixas: 3 mortos e 40 feridos. O comandante do 6º Batalhão Provisório da Espanha, Julio Cervera Baviera ganhou notoriedade como autor de um panfleto chamado La defensa de Puerto Rico, que apoiou o governador general Manuel Macías y Casado e na tentativa de justificar a derrota da Espanha contra os Estados Unidos, falsamente culpou o voluntários porto-riquenhos no Exército espanhol do fiasco. Um grupo de Sanjuaneros furiosos concordaram em desafiar Cervera para um duelo, se o comandante não recolhesse seu panfleto. Os homens tiraram a sorte para esta honra, que caiu para José Janer y Soler e foi secundado pelos Cayetano Coll y Toste y Leonidas Villalón. Secundados de Cervera foram o coronel Pedro del Pino e capitão Emilio Barrera. O duelo nunca aconteceu, como Cervera explicou suas intenções ao escrever o panfleto, e todas as partes estavam satisfeitas.
Sob os termos do Tratado de Paris de 1898, ratificado em 10 de dezembro de 1898, Porto Rico foi anexado pelo Estados Unidos. Espanha tinha perdido sua última colônia no hemisfério ocidental e os Estados Unidos ganharam força imperial e presença global. Os Estados Unidos estabeleceram um governo militar e nomeou o principal general Nelson A. Miles o primeiro chefe do governo militar estabelecido na ilha, atuando como chefe do exército de ocupação e administrador de assuntos civis. Os membros das forças espanholas e civis que eram leais à Coroa espanhola foram autorizados a regressar a Espanha. Até 18 de outubro, a retirada espanhola de Porto Rico foi concluída, enquanto as tropas finais deixaram San Juan para a Espanha. Aqueles que pertenciam a militares espanhóis que decidiram ficar em Porto Rico foi oferecido a opção pelo Estados Unidos para servir na recém-formada "Porto Rico Regiment". Alguns aproveitaram a oferta, tais como Teófilo Marxuach, um ex-tenente do Exército espanhol, que se juntou ao regimento, e outros, como o capitão Angel Rivero Méndez, recusou a oferta e se aposentou do serviço militar.

### "Americanização" de Porto Rico

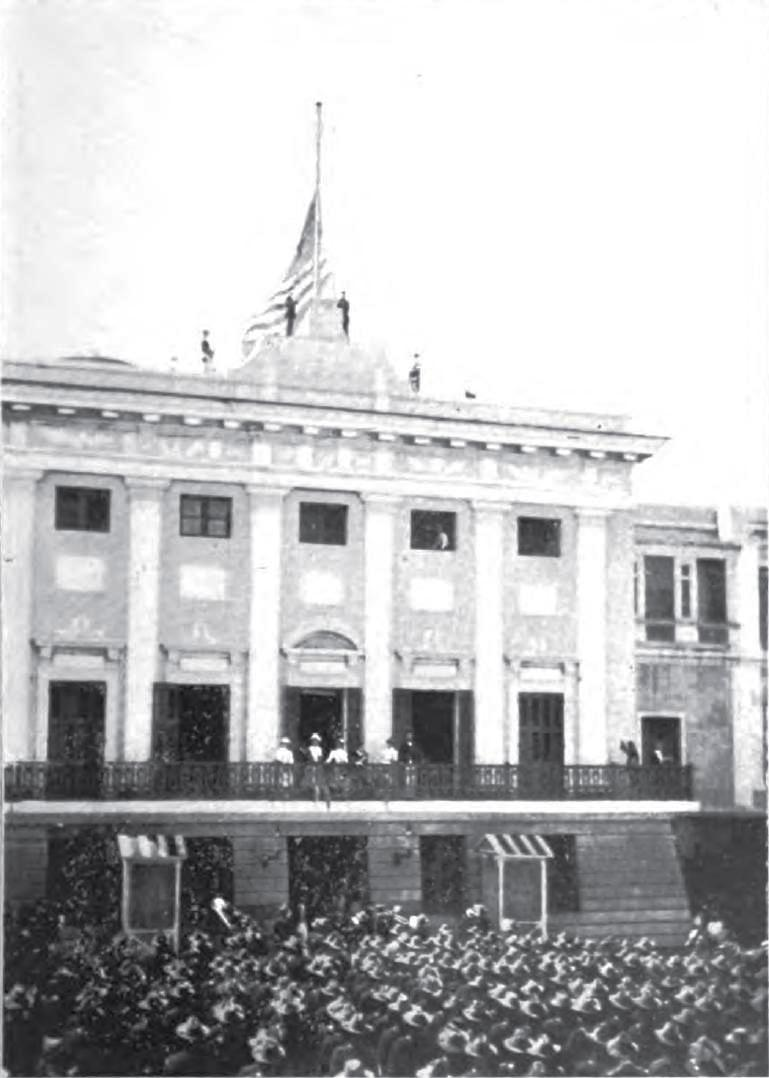
Hasteamento da bandeira dos Estados Unidos sobre San Juan, 18 de outubro de 1898

De 1898 a 1900, Porto Rico foi governado por quatro oficiais militares, comandante-general Nelson A. Miles (1898), o major-general John R. Brooke (1898-1898), major-general Guy Vernon Henry (1898-1899) e major-general George Whitefield Davis (1899-1900). Alguns desses homens, como Miles, Brookes e Henry eram veteranos experientes da Guerra indígena e, mesmo que eles estavam acostumados com a pacificação e administração dos nativos americanos, o Exército dos Estados Unidos não tinha nenhuma experiência anterior na administração dos territórios ultramarinos. Major-general Henry afirmou:
| “ | Era um dever inteiramente novo para os oficiais do exército americano. Não havia precedentes na experiência desses assim de repente colocado no comando desta nossa primeira colônia real, sobre o qual a política pode ser baseada. | ” |

A administração de Porto Rico foi a responsabilidade do Departamento de Guerra dos Estados Unidos Divisão de Assuntos Insulares, que foi moldada após o Gabinete de Assuntos Indígenas. Quase imediatamente, os Estados Unidos começaram o processo de "Americanização" de Porto Rico. A ocupação dos Estados Unidos trouxe uma mudança total na economia e política de Porto Rico e não se aplicam os princípios democráticos para a colônia. Porto Rico foi classificado como um "território sem personalidade jurídica", o que significava que as proteções da Constituição dos Estados Unidos não se aplica automaticamente porque a ilha pertencia para os Estados Unidos, mas não fazia parte de os Estados Unidos. Em 1899, senador dos Estados Unidos George Frisbie Hoar descreveu os porto-riquenhos como "pessoas sem instrução, de mente simples e inofensivos que só estavam interessados em vinho, mulheres, música e dança", e recomendou que a língua espanhola deve ser abolida nas escolas da ilha e só inglês deve ser ensinado. As escolas tornaram-se o principal veículo de americanização, e, inicialmente, todas as aulas foram ministradas em inglês, que também tornou uma grande taxa de abandono escolar.
Em 15 de janeiro de 1899, o governo militar mudou o nome de Puerto Rico para Porto Rico (No dia 17 de maio de 1932, o Congresso dos Estados Unidos mudou o nome para "Puerto Rico") e a moeda da ilha foi mudado do peso Porto-riquenho para o dólar americano, integrando a moeda da ilha para o sistema monetário dos Estados Unidos. Os Estados Unidos exerceram seu controle sobre a economia da ilha, proibindo Porto Rico de negociar tratados comerciais com outras nações, desde a determinação das tarifas e de transporte de mercadorias para o continente em que não sejam operadoras americanas.

### Desordem civil
Um estado de desordem civil existia na região montanhosa da ilha após a invasão dos Estados Unidos. O Criollo local, que agora se encontravam desempregados e sentiram que tinham sido explorados por seus ex-empregadores, bandos formados chamados de "Partidas". Os Partidas, num primeiro momento atacaram e roubaram muitos dos ricos fazendeiros, que foram leais à Coroa espanhola, em vingança, porém mais tarde começaram a atacar as empresas de propriedade dos nativos locais. Um dos mais notáveis líderes dos Partidas foi José Maldonado Román a.k.a. ou “Aguila Blanca”. Maldonado, que operou nas áreas de Juana Díaz e Ponce, perseguidos da Guarda Civil espanhola e depois fez o mesmo com as forças americanas. Outro fator que contribuiu para o estado de desordem civil na ilha foi a falta de disciplina dos soldados americanos que estavam posicionados na ilha. Estas tropas não eram soldados profissionais e eram compostas por voluntários. Muitos casos foram relatados em que esses homens agem desordenadamente, sob a influência de álcool, e entrar em brigas com os moradores locais. O estado de desordem civil chegou a um impasse na ilha depois que o governo militar começou a infraestrutura da reconstruída Porto Rico, proporcionando emprego para grande parte da população descontente e desempregada, e quando as tropas voluntárias foram substituídas pelo Exército regular.

## Fim do regime militar e a ascensão da economia açucareira
Regime militar foi substituído por um governo civil por meio da Lei Foraker de 1900. No entanto, a lei estipulou que o governador, chefe de polícia e altos funcionários foram presidencialmente nomeados e eles estavam todos a ser americanos.
Em 1901, o primeiro civil dos Estados Unidos governador de Porto Rico, Charles Herbert Allen, instalou-se como presidente da maior companhia de refino no mundo, a American Sugar Refining Company. Esta companhia foi posteriormente rebatizado como Domino Sugar company. Com efeito, Charles Allen alavancou seu cargo de governador de Porto Rico em uma participação no controle acionário sobre toda a economia de Porto Rico.

## Estados Unidos "Destino Manifesto"

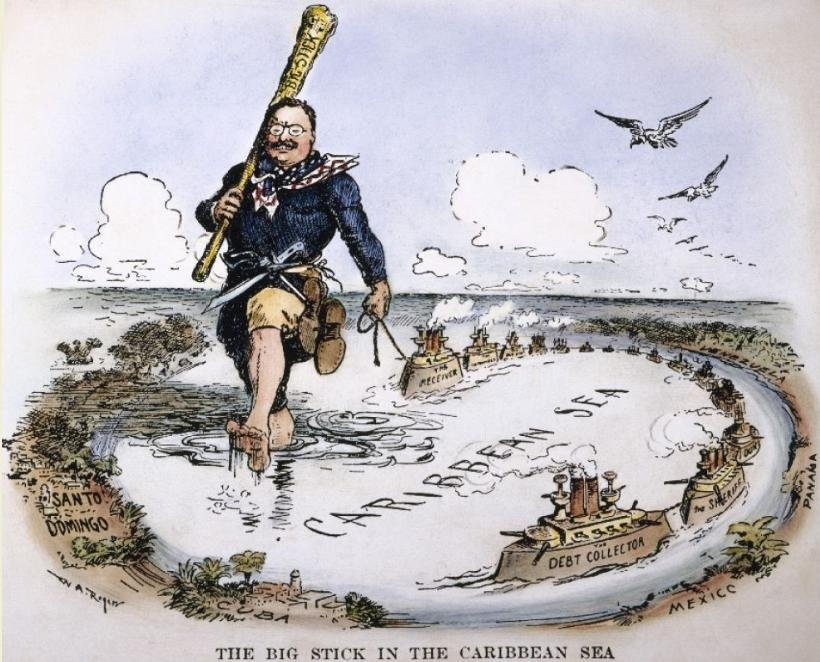

Em 1930, mais de 40% de toda a terra arável de Porto Rico tinha sido convertida em plantações de açúcar, que eram inteiramente de propriedade de Charles Allen e os interesses dos banqueiros americanos. Estes sindicatos bancários também possuíam toda a ferrovia litorânea, e o porto internacional San Juan. Esta grilagem de terras não se limitou à Porto Rico.
Em 1912, a Cayumel Banana company, uma empresa dos Estados Unidos, orquestrou a invasão militar de Honduras, a fim de obter centenas de milhares de hectares de terra hondurenhas, e exportação livre de impostos de toda a sua cultura da banana.
Em 1928, a United Fruit Company, outra empresa dos Estados Unidos, possuía mais de 200 mil hectares das principais terras agrícolas colombianas. Quando uma greve trabalhista contra a empresa entrou em erupção em 6 de dezembro do mesmo ano, mais de mil homens, mulheres e crianças foram baleados e mortos, a fim de "resolver" a greve. Isso ficou conhecido como o Massacre da Banana.
Em 1930, a United Fruit Company possuía mais de um milhão de hectares de terras na Guatemala, Honduras, Colômbia, Panamá, Nicarágua, Costa Rica, México e Cuba.
Em 1940, a United Fruit Company detinha 50% de todas as terras privadas de Honduras em todo o país.
Em 1942, a United Fruit Company possuía 75% de toda a terra privada na Guatemala, mais a maioria das estradas da Guatemala, estações de energia e linhas de telefone, o único porto marítimo do Pacífico, e cada quilômetro de ferrovia.
O governo dos Estados Unidos apoiou todas essas façanhas econômicas, e desde "persuasão" militar sempre que necessário. Abertamente e orgulhosamente, presidente dos Estados Unidos, Theodore Roosevelt declarou que "É destino manifesto para uma nação de possuir as ilhas que limitam suas margens", e que, se "qualquer país sul-americano se comportar mal, deve ser espancado".

## 54 anos após o fim da Campanha de Porto Rico
Em 1947, os Estados Unidos permitiram porto-riquenhos o direito de eleger democraticamente seu próprio governador, que exerceu pela primeira vez em 1948. A Constituição de Porto Rico foi aprovado por uma Convenção Constitucional em 6 de fevereiro de 1952, ratificado pelo Congresso dos Estados Unidos, e aprovado pelo Presidente Truman em 3 de julho do mesmo ano. Porto Rico adotou o nome de Estado Libre Asociado (literalmente traduzido como "Estado Livre Associado"), oficialmente traduzido para o Inglês como Commonwealth, para o seu corpo político.

## Marcadores, monumentos históricos e lápides
Em Porto Rico não existem monumentos para homenagear a Guerra Hispano-Americana, por si só. Existem vários marcadores, onde alguns dos eventos históricos aconteceram e algumas lápides que honram tanto os invasores americanos e os defensores da ilha espanhola e Porto Rico. Na cidade de Guanica há uma rocha no porto marítimo com uma inscrição indicando que o major-general Nelson A. Miles e seus homens desembarcaram naquele ponto. Há também um monumento na cidade dedicado aos veteranos da Guerra Hispano-Americana, no entanto, esse monumento não especifica aos quais veteranos que se dedica, os americanos ou os Espanhóis/Porto-riquenhos. Em Yauco há um monumento/lápide dedicada a um soldado espanhol desconhecido, que havia caído em combate e foi deixado lá naquele mesmo local. Em Coamo há dois marcadores que indicam onde Rafael Martínez Illescas e Frutos López morreram. O túmulo de López está localizado no antigo cemitério de Coamo próximo ao do túmulo dos três desconhecidos soldados Porto-riquenhos que morreram nesse conflito. O corpo Martínez Illescas foi transferido em 1916, a sua cidade natal, Cartagena na Espanha, onde ele está enterrado. A cidade de Guayama tem um monumento dedicado aos membros da 4ª Infantaria Ohio. Em Asomante, há um marcador que indica o local onde a "Batalha de Asomante" ocorreu.

## Outras leituras
- Dinwiddie, William (1899). «Puerto Rico: Its Conditions and Possibilities». New York. Harper & Brothers
- Hakim, Joy (1994). History of US: Book Eight, An Age of Extremes. New York: Oxford University Press. ISBN 0-19-507759-8
- Hewitt, Waterman Thomas; Holmes, Frank R.; Williams, Lewis A. (1905). «Cornell University: A History». The University Publishing Society
- Pratts, Edgardo (2006). De Coamo a la Trinchera del Asomante (em espanhol) 1st ed. Puerto Rico: Fundación Educativa Idelfonso Pratts. ISBN 0-9762185-6-9
- Trask, David F. (1996). The War with Spain in 1898. [S.l.]: University of Nebraska Press. ISBN 0-8032-9429-8